# جون هانسون فاركوهار
جون هانسون فاركوهار (بالإنجليزية: John Hanson Farquhar)‏ هو محامي وسياسي أمريكي، ولد في 20 ديسمبر 1818، وتوفي في 1 أكتوبر 1873 في إنديانابوليس في الولايات المتحدة. حزبياً، نشط في الحزب الجمهوري. وقد انتخب عضو مجلس النواب الأمريكي.